# Skat, børnene er skrumpet
Skat, børnene er skrumpet er en amerikansk science fiction-komediefilm fra 1989. Filmen blev instrueret af Joe Johnston og produceret af Walt Disney Pictures.

## Medvirkende
- Rick Moranis som Wayne Szalinski
- Matt Frewer som Big Russ Thompson
- Marcia Strassman som Diane Szalinski
- Kristine Sutherland som Mae Thompson
- Jared Rushton som Ron Thompson
- Amy O'Neill som Amy Szalinski
- Robert Oliveri som Nick Szalinski
- Carl Steven som Tommy Pervis
- Mark L. Taylor som Don Forrester
- Janet Sunderland som Lauren Boorstein